# YYZ
YYZ ist ein Instrumentaltitel der kanadischen Rockband Rush von ihrem Album Moving Pictures aus dem Jahr 1981. Er war über Jahrzehnte ein Bestandteil der Liveauftritte der Band und wurde 1982 für einen Grammy in der Kategorie Best Rock Instrumental nominiert. Der Titel verarbeitet und bezieht sich auf den Identifikationscode des Flughafens von Toronto im Morsecode.

## Teil A

Musikalische Umsetzung des YYZ-Codes durch Drums sowie Bass und E-Gitarre

Der Teil A des Songs greift dieses rhythmische Muster der Buchstaben im Morsecode ( ▄▄▄ ▄ ▄▄▄ ▄▄▄   ▄▄▄ ▄ ▄▄▄ ▄▄▄   ▄▄▄ ▄▄▄ ▄ ▄  ) auf und variiert es musikalisch.

## Teil B
Teil B beginnt mit einem zweitaktigen von Sechzehnteln dominierten Riff im Unisono von Bass und Gitarre. Das Metrum wechselt vom 5/4 zum 4/4-Takt. Das Riff/Motiv nimmt, wiederholt und um eine Terz nach oben versetzt, insgesamt 16 Takte ein.

Vier Takte des Basslaufs aus YYZ

Im folgenden Abschnitt trennen sich Bass und Gitarre voneinander. Während der Bass das vorausgehende Motiv in bewegten Achteln und Sechzehnteln harmonisch und rhythmisch variiert (Hörbeispielⓘ), bringt die Gitarre eine davon unabhängige, rhythmisch langsamere Figur. Die bis dato „gerade/straighte“ und nicht auffallende Schlagzeugbegleitung wechselt hier zu einer eher swingbetonten, punktierten Spielweise (Hörbeispielⓘ).

## Entstehung
Die Band hat das Stück ihrem Heimatflughafen Toronto-Pearson gewidmet, dessen IATA-Code YYZ ist. In einer Dokumentation beschreibt die Band, dass sie, wenn sie von einer Tour zurückkamen und den Transmitter Code wahrnahmen, gewusst hätten, dass sie zuhause sind. Das habe sie zu dem Stück inspiriert.